# Genesys (公司)
Genesys (简称为Genesys)是全球Contact Center客服中心解决方案第一品牌，Garnter Contact Center 云象限领导者。全球75%的Top100强品牌客服中心均使用Genesys，专业面向大、中小各种规模的企业，提供客户体验与客戶联络中心方案。 包括云及自建部署的客服平台软件。Genesys的总部设在美国加州达利市、 并在加拿大、南美洲、欧洲、中东、非洲和亚洲设有分公司。Genesys 成立于1990并在2012年2月被Permira 基金收购。

## 历史

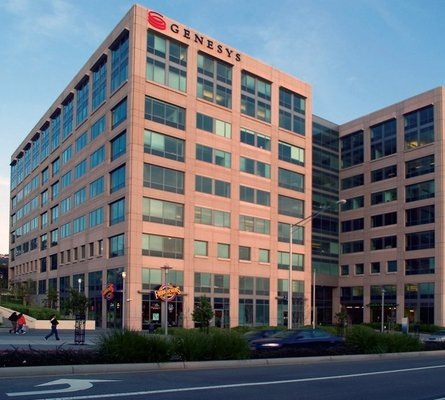
Genesys 企业总部

Genesys 是由Gregory Shenkman 和 Alec Miloslavsky于1990年10月所创立。 公司最初的创业基金是来自于创业者家族贷款的15万美金。 Genesys 于1997年6月完成首次公开募股 (IPO) 并以股票代码GCTI在纳斯达克证券交易所上市。同年12月，Genesys收购邮件管理软件开发商"Forte Software, Inc."（后改名Adante）。 1999年6月，该公司还收购了劳动力管理软件开发商。 Alcatel-Lucent（之前的Alcatel）于1999年底以15亿美金亿认股Genesys。
之后，Genesys 于2001年收购了IBM CallPath的资产，计算机电话整合系统 (CTI)。 而后于2002年，借着收购总部位于加州坎贝尔的Telera，该公司增加了其语音门户和交互式语音应答（IVR）系统。 并在2006年收购了GMK和VoiceGenie，Genesys进一步扩大其语音门户和交互式语音应答（IVR）系统。
2007年10月，Paul Segre 继任 Wes Hayden 成为Genesys的首席执行官（CEO）。他而后并担任该公司的首席营运官（COO）。 两个月后，即 2007年12月，Genesys收购Informiam，一家以绩效管理软件来经营客户服务的软件开发公司。 Genesys在2008年又收购了两家公司：Conseros和SDE软件开发工程公司。 Conseros从事高容量工作项目管理软件开发; SDE专于创建主机管理软件。
2012年2月，Permira 基金以15亿美金从Alcatel-Lucent接盘，成为 Genesys的最大股东。 2012年底，Genesys 收购LM Sistema, 一家开发IVR系统的巴西企业。
Genesys在2013年收购了五家公司。一月，收购Utopy，语音分析和企业人力资源优化提供商。 一个月后，它再收购了Angel，提供IVR和呼叫中心软件云服务的供应商。 2013年5月，公司又收购SoundBite Communications，该企业有1亿美元营收，负责提供云端收集和支付、移动营销和客户服务软件。 另外，在当年10月，Genesys也收购了Echopass，云端的客户关系管理软件开发商。 最后，12月，因公司进一步收购人力资源优化厂商Voran Technologia，Genesys的业务扩大到拉丁美洲。
在2014年1月，Genesys收购了Ventriloquist Voice Solutions，提供云端多渠道客户沟通和互动软件的加拿大公司。 Ventriloquist早先曾是Genesys的合作伙伴。 同月底，公司也收购了Solariat，经营社交客户服务与分析平台的公司。
在2014年5月，Genesys收购OVM Solutions，自动化讯息通讯公司。在2014年9月，Genesys收购了Canaplus Consulting,语音集成公司，提升了其在东南亚地区的服务质量。
2017年，Genesys 14亿美金收购ININ，提升其在全球云contact center市场份额。